# Весёлые деньки на Диком Западе
«Весёлые деньки на Диком Западе» — семейный фильм США 1994 года с участием Эшли и Мэри-Кейт Олсен. Премьера в США 19 ноября 1994 года.

## Сюжет
Сёстры-близняшки Джессика и Сьюзи Мартин живут с отцом в Стефаном в Филадельфии. Девочки мечтают поехать на Дикий Запад и познать жизнь там. В один день их отца увольняют, и вся семья отправляется на ранчо, где выросла их мама. Там им предстоит столкнуться с противными взрослыми, которые собираются продать ранчо. Но кто послушает маленьких девочек, тем более, если они обвиняют сына в предательстве матери.

## В ролях
- Мэри-Кейт Олсен — Сьюзи Мартин
- Эшли Олсен — Джессика Мартин
- Элизабет Олсен — девочка в машине
- Мартин Малл — Барт Гифули
- Мишель Грин — Лаура Форрестер
- Патрик Кесседи — Стэфан Мартин
- Бен Кардинал — Джордж Хвостовые Перья
- Леон Паунолл[англ.] — Лео МакРуггер
- Пег Филлипс[англ.] — Нэтти